# Kanton Le Val de Thouet
Der Kanton Le Val de Thouet ist seit 2015 ein französischer Wahlkreis für die Wahl des Départementrats in den Arrondissements Bressuire und Parthenay im Département Deux-Sèvres in der Region Nouvelle-Aquitaine; sein Bureau centralisateur befindet sich in Airvault.

## Gemeinden
Der Kanton besteht aus 28 Gemeinden mit insgesamt 23.892 Einwohnern (Stand: 1. Januar 2022) auf einer Gesamtfläche von 722,70 km²:
| Gemeinde                | Einwohner 1. Januar 2022 | Fläche km² | Dichte Einw./km² | Code INSEE | Postleitzahl | Arrondissement |
| ----------------------- | ------------------------ | ---------- | ---------------- | ---------- | ------------ | -------------- |
| Airvault                | 3.295                    | 63,88      | 52               | 79005      | 79600        | Parthenay      |
| Assais-les-Jumeaux      | 766                      | 52,26      | 15               | 79016      | 79600        | Parthenay      |
| Availles-Thouarsais     | 184                      | 10,85      | 17               | 79022      | 79600        | Parthenay      |
| Boussais                | 448                      | 19,72      | 23               | 79047      | 79600        | Parthenay      |
| Brion-près-Thouet       | 753                      | 8,06       | 93               | 79056      | 79290        | Bressuire      |
| Coulonges-Thouarsais    | 445                      | 17,26      | 26               | 79102      | 79330        | Bressuire      |
| Glénay                  | 539                      | 21,14      | 25               | 79134      | 79330        | Bressuire      |
| Irais                   | 209                      | 13,50      | 15               | 79141      | 79600        | Parthenay      |
| Le Chillou              | 164                      | 5,12       | 32               | 79089      | 79600        | Parthenay      |
| Loretz-d’Argenton       | 2.590                    | 52,64      | 49               | 79014      | 79290        | Bressuire      |
| Louin                   | 679                      | 20,56      | 33               | 79156      | 79600        | Parthenay      |
| Luché-Thouarsais        | 533                      | 13,46      | 40               | 79159      | 79330        | Bressuire      |
| Luzay                   | 621                      | 20,98      | 30               | 79161      | 79100        | Bressuire      |
| Maisontiers             | 130                      | 18,29      | 7                | 79165      | 79600        | Parthenay      |
| Marnes                  | 220                      | 17,19      | 13               | 79167      | 79600        | Bressuire      |
| Pas-de-Jeu              | 343                      | 11,11      | 31               | 79203      | 79100        | Bressuire      |
| Pierrefitte             | 323                      | 15,91      | 20               | 79209      | 79330        | Bressuire      |
| Plaine-et-Vallées       | 2.334                    | 92,71      | 25               | 79196      | 79100, 79600 | Bressuire      |
| Saint-Cyr-la-Lande      | 373                      | 8,83       | 42               | 79244      | 79100        | Bressuire      |
| Sainte-Gemme            | 407                      | 8,84       | 46               | 79250      | 79330        | Bressuire      |
| Saint-Généroux          | 339                      | 20,46      | 17               | 79252      | 79600        | Bressuire      |
| Saint-Léger-de-Montbrun | 1.257                    | 30,72      | 41               | 79265      | 79100        | Bressuire      |
| Saint-Loup-Lamairé      | 1.038                    | 21,80      | 48               | 79268      | 79600        | Parthenay      |
| Saint-Martin-de-Mâcon   | 320                      | 12,28      | 26               | 79274      | 79100        | Bressuire      |
| Saint-Martin-de-Sanzay  | 1.037                    | 24,69      | 42               | 79277      | 79290        | Bressuire      |
| Saint-Varent            | 2.396                    | 34,42      | 70               | 79299      | 79330        | Bressuire      |
| Tourtenay               | 126                      | 7,72       | 16               | 79331      | 79100        | Bressuire      |
| Val en Vignes           | 2.023                    | 78,30      | 26               | 79063      | 79150, 79290 | Bressuire      |
| Kanton Le Val de Thouet | 23.892                   | 722,70     | 33               | 7917       | –            | –              |

## Veränderungen im Gemeindebestand seit der landesweiten Neuordnung der Kantone
2019:
- Fusion Airvault und Tessonnière → Airvault
- Fusion Argenton-l’Église und Bouillé-Loretz → Loretz-d’Argenton
- Fusion Brie, Oiron, Saint-Jouin-de-Marnes und Taizé-Maulais → Plaine-et-Vallées

2017: 
- Fusion Bouillé-Saint-Paul, Cersay und Massais → Val en Vignes